# 서울 대성사 목조여래좌상
서울 대성사 목조여래좌상(서울 大聖寺 木造如來坐像)은 서울특별시 서초구 대성사에 있는 불상이다. 1993년 4월 3일 서울특별시의 유형문화재 제92호로 지정되었다.

## 개요
대성사는 서울특별시 서초구 예술의 전당 위쪽에 있는 사찰로, 한국전쟁 때 소실된 것을 1954년에 다시 지었다. 대성사에 모셔진 이 불상은 3.1운동 당시 민족대표 33인 중 한사람인 백용성 스님이 만들었다고 전해진다.
백제 제15대 침류왕 1년(384) 인도의 마라난타 대사가 설법하러 백제에 오는 동안 병이 들었는데 우면산 생수로 병을 고쳤다고 한다. 그리하여 우면산 기슭에 대성초당을 창건함으로써 이 우면산 대성사는 백제 불교의 성지가 되었다. 조선 명종 때 보우대사는 이 절에 머물면서 불교 중흥을 구상했다고 한다.
대성사는 백용성 큰스님이 한용운 대사를 앞세워 천도교 손병희 교주, 기독교 길선주 목사, 기독교 이필주 목사 등과 교류하여 3종교가 합심하여 민족중흥과 종교 중흥을 도모한 성지로 유명하다.

## 같이 보기
- 백용성

## 참고 자료
- 대성사목불좌상 - 국가유산청 국가유산포털